# Antonio Salomone
Antonio Salomone, né le 31 août 1976 à Naples, est un coureur cycliste italien.

## Palmarès

### Palmarès amateur
- 1996
  - Mémorial Roberto Ricci
- 1997
  - Trofeo Alta Valle del Tevere
  - Coppa Giulio Burci
  - Gran Premio Sportivi Persignanesi
  - La Nazionale a Romito Magra
  - 3e du Circuito Castelnovese
- 1998
  - 2e du Giro del Belvedere
  - 2e du Trophée Edil C
- 1999
  - 2e du Giro del Belvedere
- 2000
  - Trofeo Caduti di Soprazocco
  - Prologue du Baby Giro
  - Trophée de la ville de Brescia
  - Trofeo Sportivi di Briga
  - Coppa Papà Espedito
  - Tour de Toscane espoirs
  - Gran Premio Vivaisti Cenaiesi

### Palmarès professionnel
- 2002
  - 8e étape du Tour de Langkawi
- 2004
  - 3e du Tour du Stausee

## Classements mondiaux
| Année           | 2005 |
| --------------- | ---- |
| UCI Asia Tour   | 44e  |
| UCI Europe Tour | 326e |